# 2019년 핀란드 의회선거
2019년 핀란드 의회선거는 핀란드 의회의원 200명을 새로 선출하기 위해 2019년 4월 14일 열렸다. 선거 결과, 집권당인 중앙당이 1917년 총선 이후 최저 득표율을 얻으면서 참패하였다. 반대로 사민당은 1999년 총선 이후 처음으로 1당에 올랐으며, 녹색동맹도 창당 후 처음으로 10% 이상의 득표율을 기록하였다. 한편 부진이 예상되었던 핀인당은 막판 지지세 확보에 성공, 사민당과 근소한 차로 2당에 올랐다.

## 선거 이전
2015년 총선으로 총리직에 오른 중앙당의 유하 시필래는 본래 기업인으로, 2011년에야 정계에 입문하였다. 그는 우파 성향인 핀인당, 국민연합당과 연립정부를 꾸렸으며, 이를 바탕으로 연금제도 개혁·의료 민영화 정책을 추진하였다. 그러나 사민당과 각 지자체가 개혁에 반대하면서 난항에 놓이게 되었다. 또한, 핀인당이 경선을 통해 새 대표로 과거 인종차별 발언으로 유죄 판결을 받은 유시 할라아호를 선출하자 시필래는 핀인당을 연정에서 배제하였다. 이후 중앙당과 국민연합당만 참여하는 소수 내각이 운영되었지만, 총선을 예정된 날짜에서 몇 주 앞두고 보건복지 개혁법안이 의회를 통과하지 못하자 각료 전원이 2019년 3월 8일에 사퇴하였다.

## 선거 제도
핀란드 의회는 의석이 총 200개로, 총 13개의 선거구로 나눈 후 비례대표제를 통해 의석을 결정한다. 선거구 내 의석 결정은 동트식 계산법을 통해 결정되기 때문이다.
| 선거구          | 의석 |  |
| --------------- | ---- |  |
| 01 헬싱키       | 22   |  |
| 02 우시마       | 36   |  |
| 03 남서수오미   | 17   |  |
| 04 사타쿤타     | 8    |  |
| 05 올란드       | 1    |  |
| 06 헤메         | 14   |  |
| 07 피르칸마     | 19   |  |
| 08 남동수오미   | 17   |  |
| 09 사보카리알라 | 15   |  |
| 10 바사         | 16   |  |
| 11 중앙수오미   | 10   |  |
| 12 오울루       | 18   |  |
| 13 라피         | 10   |  |

### 여론조사

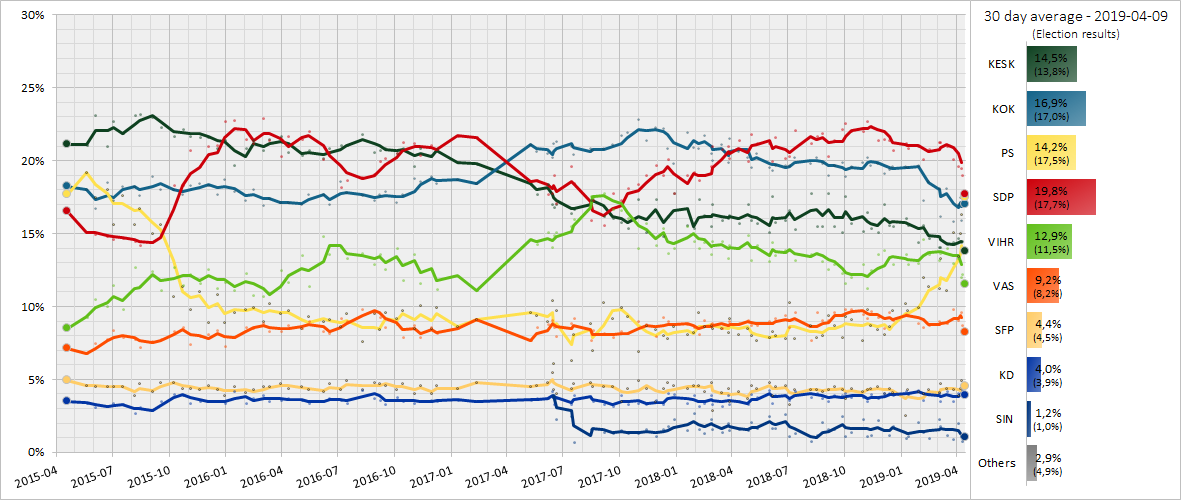